# Dacia Bigster (концепт-кар)
Dacia Bigster — концептуальный SUV румынского автопроизводителя Dacia, представленный в январе 2021 года. Дебют намечен на 2025 год.

## Описание

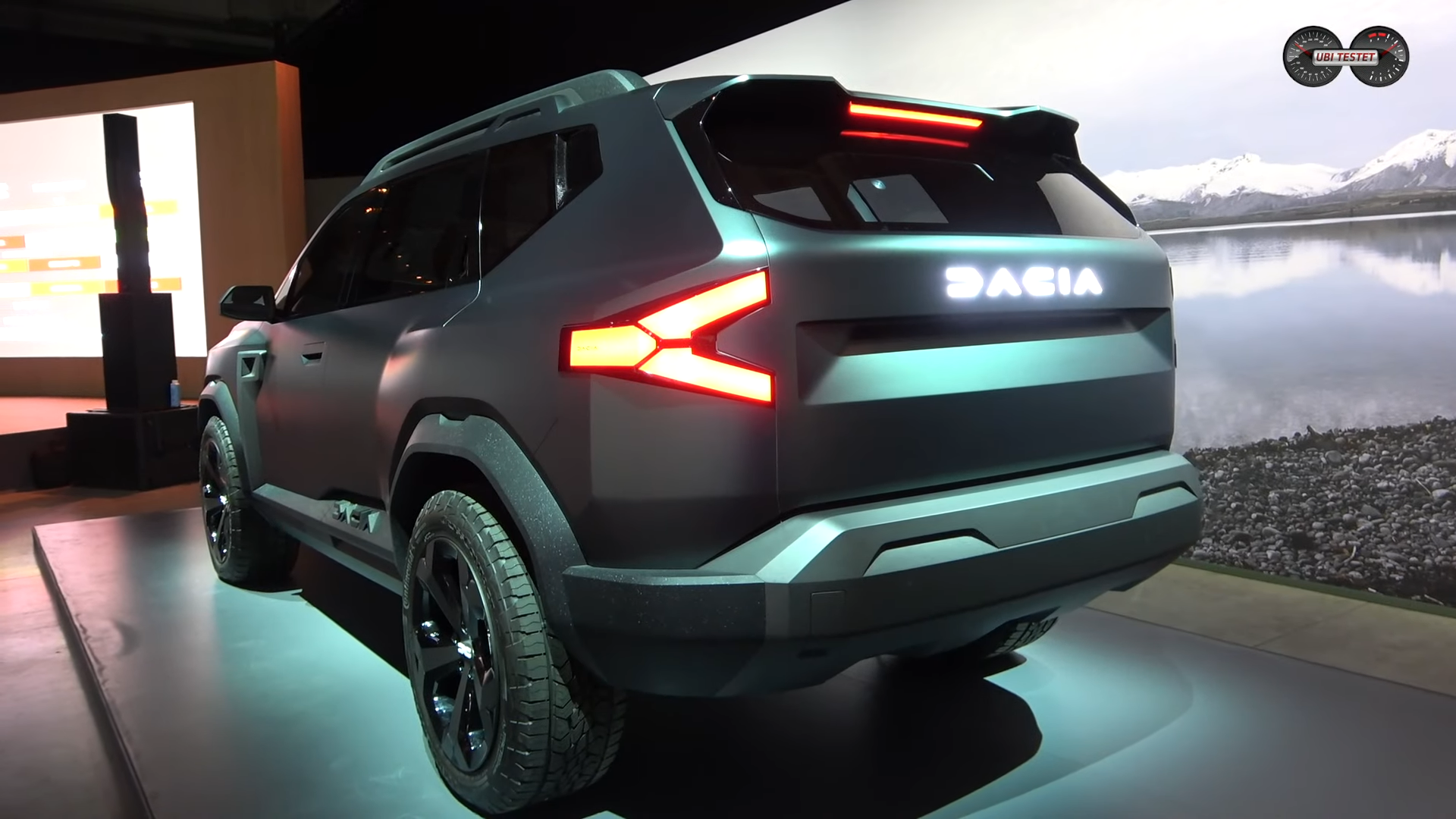
Вид сзади

Bigster был презентован 14 января 2021 года во время презентации стратегического плана «Renaulution» новым управляющим директором Renault Лукой де Мео. Bigster имеет совершенно новый логотип Dacia на радиаторной решётке (буквосочетание «DC»).
Bigster Concept основан на платформе Renault CMF-B, на которой также базируется Renault Clio V.

## Серийная модель
Компания Dacia подтвердила, что представит серийный внедорожник класса C на базе Bigster Concept. Его производство намечено на 2025 год на заводе в Миовени, Румыния, параллельно с третьим поколением Dacia Duster.